# 星和書店
株式会社星和書店（せいわしょてん、英名：Seiwa Shoten Co., Ltd.）は、日本の出版社。主に精神医学・心理学・神経科学領域の学術書を出版している。

## 出版物

### 書籍
- 分裂病の精神病理と治療

他多数

### 定期刊行物
- 精神科治療学
- 臨床精神薬理
- 精神科臨床サービス
- 治療の聲
- 臨床精神病理

他